# Sainte-Colombe (Sena Marítimo)
 Sainte-Colombe  es una población y comuna francesa, en la región de Alta Normandía, departamento de Sena Marítimo, en el distrito de Dieppe y cantón de Saint-Valery-en-Caux.

## Demografía
| 268 | 248 | 231 | 231 | 177 | 194 |
| Para los censos de 1962 a 1999 la población legal corresponde a la población sin duplicidades (Fuente: INSEE [Consultar]) |     |     |     |     |     |